# Comuna Raihorodok, Berdîciv
Raihorodok (în ucraineană Райгородоцька сільська рада) este o comună în raionul Berdîciv, regiunea Jîtomîr, Ucraina, formată din satele Lemeși, Martînivka și Raihorodok (reședința).

## Demografie
Componența lingvistică a satului Raihorodok
     Ucraineană (99,09%)
     Alte limbi (0,91%)
Conform recensământului din 2001, majoritatea populației satului Raihorodok era vorbitoare de ucraineană (99,09%), existând în minoritate și vorbitori de alte limbi.